# Hamadi Al Ghaddioui
Hamadi Al Ghaddioui, né le 22 septembre 1990 à Bonn en Allemagne, est un footballeur germano-marocain évoluant au poste d'attaquant pointe avec le SV Sandhausen.

## Biographie

### Carrière en club
Hamadi Al Ghaddioui est formé au Bayer Leverkusen. N'ayant pas fait ses débuts professionnels dans le club en raison de la forte concurrence existante au sein de l'équipe A, il est mis en équipe B avant d'être prêté à Verl, un club de quatrième division. 
En 2016, il signe au Borussia Dortmund, et fait ses matchs seulement avec l'équipe B. Il est transféré un an plus tard à Lotte, un club de troisième division. Ayant fait de bonnes prestations, il signe un an plus tard un contrat de trois ans au SSV Jahn Ratisbonne en Division 2. Avec cette équipe, il marque 11 buts en 33 matchs de championnat lors de la saison 2018-2019, avec notamment trois doublés.
Il signe ensuite un nouveau contrat dans un club relégué de la Bundesliga, le VfB Stuttgart.

### Carrière internationale
En août 2016, Hamid Al Ghaddioui est pré-sélectionné par Hervé Renard pour un match amical opposant l'équipe nationale du Maroc à l'Albanie.